# Dasyscyphus horridulus
Dasyscyphus horridulus är en svampart som först beskrevs av Jean Baptiste Desmazières, och fick sitt nu gällande namn av George Edward Massee 1895. Dasyscyphus horridulus ingår i släktet Dasyscyphus och familjen Hyaloscyphaceae.   Inga underarter finns listade i Catalogue of Life.